# Colita (fotógrafa)
Isabel Steva Hernández, conocida artísticamente como Colita (Barcelona, 24 de agosto de 1940-Barcelona, 31 de diciembre de 2023) fue una fotógrafa española, ganadora de la Medalla de Oro al Mérito en las Bellas Artes en 2021.

## Biografía

### Inicios y flamenco
Colita nació en Barcelona, en pleno corazón del barrio del Ensanche, un 24 de agosto de 1940. Estudió hasta los 17 años en el Sagrado Corazón, y tras acabar el preuniversitario de letras se trasladó un año a París para estudiar Civilización Francesa en la Universidad de la Sorbona.
A su vuelta a Barcelona conoció a los fotógrafos Oriol Maspons, Julio Ubiña y Xavier Miserachs, de quienes aprendió el "oficio" y se profesionalizó como fotógrafa. En 1961, trabajó un año con Xavier Miserachs como laboratorista y estilista.
En 1962 trabajó en el archivo de personajes de la película Los Tarantos del director Francesc Rovira Beleta y trabó amistad con su protagonista, la bailaora de flamenco Carmen Amaya. Se aficionó al flamenco y se trasladó a Madrid, donde se instaló dos años. Realizó las fotografías de promoción de Antonio Gades y La Chunga. Fruto de este periodo es el libro Luces y sombras del flamenco (1975), con textos de Caballero Bonald, reeditado y ampliado en 1998.

### Barcelona ygauche divine
Volvió a Barcelona durante los últimos años del franquismo y colaboró con la prensa progresista del momento: Fotogramas, Tele/eXprés, Mundo Diario, Destino... Colaboró con la denominada Escuela de Barcelona, corriente que surgió con la ambición de hacer un cine europeo y progresista, en contraposición a la cinematografía “oficial” del franquismo.
Su primera exposición fue Evocación del modernismo, (Colegio de Arquitectos 1965), colectiva de artistas plásticos: Argimón, Colita, Jordi Curós, Jordi Galí, Josep Guinovart, Oriol Maspons, Ràfols-Casamada, Tharrats y Romà Vallès, comisionada por Cesáreo Rodríguez Aguilera. Alternó la prensa con la fotografía de cine, colaborando con la denominada Escuela de Barcelona, (Vicente Aranda, Jaime Camino, Jacinto Esteva, José Durán...), corriente cinematogáfica que había surgido en Barcelona con la ambición de realizar un cine europeo y progresista, en contraposición a la cinematografía "oficial" del franquismo. Esto le dio la oportunidad de trabajar con los mejores directores de fotografía del momento: Luis Cuadrado, Juan Amorós, Fernando Arribas, entre otros.
Se especializó en retrato y fue considerada la fotógrafa de la denominada Gauche divine barcelonesa, (grupo de profesionales, intelectuales y artistas), y con dicha colección de retratos realizó una exposición en 1971 en la Galería Aixelà, patrocinada por "Bocaccio" y el promotor Oriol Regàs. Esta resultaría ser la exposición más corta de su carrera profesional, ya que fue clausurada al día siguiente por la policía.

### Otros proyectos
En 1967 colaboró estrechamente con la discográfica Edigsa y el movimiento de la Nova Cançó catalana, realizando campañas de prensa y promoción, portadas de discos, pósteres. Especialmente de Guillermina Motta, Núria Feliu y Joan Manuel Serrat. Durante muchos años acompañó a Serrat y su colaboración se materializa en la exposición "El Serrat de Colita" en 1998.
Su afición a la novela policiaca y de misterio hizo que Beatriz de Moura, directora de Tusquets Editores, le confiara la colección "Serie Negra", que compaginó con la dirección del departamento de fotografía de la revista Vindicación Feminista hasta 1978. Durante la transición democrática colaboró con las revistas Interviú, Reporter, Cuadernos para el Diálogo, La Calle o Bocaccio.
En 44 años de profesión Colita realizó más de 40 exposiciones y publicó más de 30 libros de fotografía.Tras la llegada de los ayuntamientos democráticos y la desaparición del franquismo, se especializó en fotografiar su ciudad, Barcelona, y su área metropolitana; evidenciando sus cambios y evolución, y reflejando siempre la vida cultural y social de Cataluña.

### Reconocimientos y años finales
Su obra figura en la colección del Museo Nacional de Arte de Cataluña y el MNCARS. En 1998 el Ayuntamiento de Barcelona le impuso la Medalla al Mérito Artístico junto a los fotógrafos Oriol Maspons y Leopoldo Pomés. En 2014 le fue concedido el Premio Nacional de Fotografía, que rechazó por la situación de la cultura y la educación en España.
En 2015 se estrenó el documental Cola, Colita, Colassa (Oda a Barcelona), de Ventura Pons. En 2018, con motivo del 40 aniversario de la aprobación de la Constitución Española, se organizó la exposición El poder del arte, que contó con obra de Colita procedente del Museo de Arte Reina Sofía. En 2019 participó en la exposición de CaixaForum Barcelona Poéticas de las emociones junto a Bill Viola, Manolo Millares, Shirin Neshat, Esther Ferrer y Pipilotti Rist.
En 2020 donó su colección de obras del artista y pintor José Pérez Ocaña al Ayuntamiento de Cantillana para ser expuestas en el Centro de Interpretación Ocaña junto con el resto de la obra del artista andaluz oriundo del municipio sevillano. La colección está compuesta por 27 instantáneas que tomó a su amigo durante su etapa en Barcelona. En sus últimos años trabajó en la organización de su archivo fotográfico personal, denominado Archivo Colita Fotografía y dirigido por Francesc Polop. Falleció en Barcelona en 2023 a los 83 años.
En marzo de 2024 el Círculo de Bellas Artes de Madrid inauguró la exposición Colita. Antifémina, comisariada por Francesc Polop. Recuperó las fotos que publicó en el libro Antfémina, en 1977, y que después fue censurado, con textos de la escritora Maria Aurèlia Capmany. El libro se considera la primera obra gráfica feminista española.

## Publicaciones

### Libros
- 1964: Cuatro cuentos, dibujos de Marcel. Lumen. Barcelona.
- 1972: Habanera. con texto de Ana María Moix. Tiraje limitado de 100 ejemplares numerados. Barcelona.
- 1973: Una tumba. Texto de Juan Benet. Tusquets Editor. Barcelona.
- 1973: Luces y sombras del flamenco. Texto de José Manuel Caballero Bonald. Tusquets Editor. Barcelona. Reeditado en 2006 por Fundación José Manuel Lara.
- 1974: Guía secreta de Barcelona. Texto de Josep Maria Carandell. Al-Borak. Madrid.
- 1977: La antifémina. Texto de Maria Aurèlia Capmany. Editora Nacional. Barcelona.
- 1977: El llibre de la Diada. Texto y fotos de varios autores. Ediciones Zeta. Barcelona.
- 1981: Els cementiris de Barcelona. Con Pilar Aymerich. Texto de Carmen Riera. Editorial Edhasa. Barcelona.
- 1982: Nueva guía secreta de Barcelona. Texto de Josep Maria Carandell. Ediciones Martínez Roca. Barcelona.
- 1982: Arranz Bravo y Bartolozzi en su laberinto. Varios autores. Barcelona.
- 1982: El Ensanche de Barcelona. Texto de Josep Maria Carandell y Pilar Aymerich. Editado por La Caixa de Barcelona.
- 1982: Tretze que canten. Texto de Joan Ramon Mainat. Editado por la La Caixa de Catalunya.
- 1985: Art català contemporani. Catálogo varios autores plásticos. Fonts D'Art Xarxa Cultural. Barcelona.
- 1987: L'Anoia. Serveis de Publicacions de la Diputació de Barcelona.
- 1988: La recerca a la Universitat Autònoma de Bellaterra. Publicación de la Universidad Autónoma.
- 1988: El Zoo de Barcelona. Publicación del Ayuntamiento de Barcelona.
- 1988: Diàlegs a Barcelona. Con el fotógrafo Xavier Miserachs. Transcripción Xavier Febrès. Ajuntament de Barcelona.
- 1988: La creació del món. Texto de Patricia Gabancho. Institut Teatre de la Diputació de Barcelona. Barcelona.
- 1988: Els barcelonins. Con los fotógrafos Oriol Maspons y Xavier Miserachs. Texto de Ana M.ª y Terenci Moix. Edicions 62. Barcelona.
- 1989: Les masies del Prat. Texto varios autores. Ajuntament del Prat de Llobregat. Barcelona.
- 1989: Barceldones. Varias fotógrafas y varias autoras. Ediciones de L'Eixample. Barcelona.
- 1989: La silla Lola. Con el fotógrafo Manel Esclusa. OKAN Ediciones de Diseño. Barcelona.
- 1990: Catalunya, un gran mercat. Edición para Mercabarna. Barcelona.
- 1991: Núria Feliu, 25 anys. Generalidad de Cataluña.
- 1991: Cornellà, una ciutat. Ajuntament de Cornellà.
- 1991: Amigos. Con la fotógrafa Pilar Aymerich. Con textos de Ana M.ª Moix y Marta Pessarrodona. Fundación Purina. Barcelona.
- 1992: El Parc Zoològic de Barcelona. Varios autores y varios fotógrafos. Edicions 62. Barcelona.
- 1992: 15 dies d'eufòria. (Las Olimpiadas de Barcelona) Con los fotógrafos Oriol Manspons y Xavier Miserachs. Texto de Lluís Permanyer. Editorial Ambit. Barcelona.
- 1993: Retrato de Rosa Chacel. Varios autores y fotógrafos. Ministerio de Cultura. Madrid.
- 1993: Homenatge a Walter Benjamin. Varios autores y fotógrafos. Ministerio de Cultura. Madrid.
- 1995: Ciutat Vella, visions d'una passió. Con los fotógrafos Leopoldo Pomés, Toni Riera y Oriol Manspons. Texto varios autores. Edicions Lunwerg.
- 1995: Cornellà, la passió i el desig. Con el pintor Evaristo Benítez. Tiraje limitado de 250 ejemplares numerados. Editor Antonio Valero Grafics. Barcelona.
- 1995: 29 municipis i un riu. Con texto de Ana María Moix. Libro para el Consejo Comarcal del Bajo Llobregat.
- 1995: Historia de la cerámica española. Texto de Trinidad Sánchez Pacheco. Edicions Balmes.
- 1996: Crònica Apassionada de la Nova Cançó. Con texto de Jordi Garcia-Soler. Editorial Flor del Vent.
- 1998: Portuàrium. Con los fotógrafos Oriol Maspons, Xavier Miserachs y Lluis Permanyer. Puerto de Barcelona.
- 1998: L'Hospitalet. Con texto de Ana M.ª Moix. Ayuntamiento de Hospitalet. Barcelona.
- 1998: Sant Andreu. Con texto de Josep Maria Huertas Clavería. Distrito de San Andrés. Ayuntamiento de Barcelona.
- 1999: Carmen Amaya 1963. Taranta, agosto, luto y ausencia. Con el fotógrafo Julio Ubiña. Textos de Ana M.ª Moix y Francisco Hidalgo. Focal.
- 1999: El riu que veia passa els trens. Texto de Patracia Gabancho. Barcelona Regional.
- 1999: Barcelona, dona d'aigua. Ajuntament de Barcelona.
- 1999: Oken 1989-1999. Varios fotógrafos. Diseño. Silla "Neko".
- 1999: Ayuntamientos democráticos de Cataluña. Diputación de Barcelona. Con el fotógrafo Paco Elvira. Varios autores.
- 2000: Agenda 2001. Ayuntamiento de Barcelona.
- 2000: La gauche divine. Con Oriol Maspons y Xavier Miserachs. Editorial Lomwerg.
- 2002: 24 horas con la gauche divine de Ana María Moix. Editorial Lumen.
- 2002: Castelldefels tot l'any. Texto de Ana María Moix. Ayuntamiento de Castelldefels.
- 2002: El riu de l'hivern. Consejo Comarcal del Bajo Llobregat.
- 2003: Els interiors d'illa de l'Eixample. Texto de Lluís Permanyer. Ayuntamiento de Barcelona, Proeixample.
- 2003: Sin misterios del flamenco. Manuel Lorente Rivas. Diputación de Granada.
- 2004: Cornellá, una ciudad. Ayuntamiento de Cornellà.
- 2006: Piel de toro. Edhasa. 2005 Mirades Paral·leles. Museo de Arte de Cataluña.
- 2006: Mirades paral·leles. Museo de Arte de Cataluña.
- 2007: Una historia de la Marina de Sants. Vides paral·leles. Distrito de Sants Montjuic, 2007.
- 2007: Sant Climent de les Cireres. Ajuntament de Sant Climent de Llobregat, 2007.
- 2008: Memorias de Barcelona. Xavier Miserachs y Colita. Textos de Oriol Bohigas, Teresa Gimpera, Ana María Moix y Beatriz de Moura.
- 2010: Colita. Biblioteca de Fotógrafos Españoles. La Fábrica. Madrid.
- 2010: Colita. La meva cançó. Saga Editorial. Barcelona.

## Filmografía

### Como invitada
- Imprescindibles (2009).
- El último baile de Carmen Amaya (2014).
- Soy cámara (2014).
- Cola, Colita, Colassa (Oda a Barcelona) (2015).
- ¿Qué fue de Pavlosky? (2019).
- Terenci: La fabulación infinita (2023).

## Premios y reconocimientos
- 1998: Medalla al Mérito Artístico del Ayuntamiento de Barcelona.[17]
- 2004: Cruz de Sant Jordi de la Generalidad de Cataluña.[27]
- 2008: Premio 1º de mayo Joan Reventós a la memoria popular de la Fundación Rafael Campalans.[28]
- 2008: Premio FAD Sebastià Gasch de honor de Artes Parateatrales.[29]
- 2012: Doctora Honoris Causa por la Universidad Autónoma de Barcelona.[30]
- 2012: Medalla FAD.[14]
- 2014: Premio Nacional de Fotografía.[31] Rechazó el premio.[32]
- 2015: Premio Bartolomé Ros. A la mejor trayectoria española en fotografía.[33]
- 2017: Documental "Cola, Colita, Colassa (Oda a Barcelona)", homenaje a la fotógrafa y a la ciudad de Barcelona, dirigido por Ventura Pons y producido por Els Films de la Rambla en coproducción con TV3.[34]
- 2021: Medalla de Oro al Mérito en las Bellas Artes.[35]
- 2023: Premio Oficio de Periodista 2023, es  máximo galardón que entrega el Colegio de Periodistas de Cataluña.[36]